# José Luis Valverde López
José Luis Valverde López (Guadix, província de Granada, 11 d'agost de 1940) és un farmacèutic i polític andalús. Llicenciat en dret i posteriorment en farmàcia, des de 1972 és catedràtic de Dret Farmacèutic en la Facultat de Farmàcia de la Universitat de Granada. Ha estat director de l'Institut de Llengües de la Universitat de Granada.
És titular de la Càtedra Jean Monnet de dret comunitari de la Unió Europea. Ha estat representant del Parlament Europeu al Consell d'Administració de l'Agència Europea del Medicament i president del Centre d'Estudis de Dret Farmacèutic Europeu (CEDEF) de Madrid.
Políticament milita a Alianza Popular (després Partit Popular), amb el que fou elegit diputat a les eleccions al Parlament Europeu de 1987, 1989 i 1994. De 1987 a 1989 ha estat vicepresident de la Comissió d'Afers Institucionals del Parlament Europeu i membre de la Comissió de Medi ambient, Salut Pública i Consum (1987-1999).
Dins del Partit Popular ha estat membre de la Junta Directiva Nacional (1987-1999) i de diverses comissions nacionals del partit fins al 1999. És membre de les Reials Acadèmies de Farmàcia de Madrid i Barcelona, de l'Acadèmia Internacional d'Història de la Farmàcia, a La Haia i de l'Acadèmia Ibero-Americana de Farmàcia.

## Obres
- Historia General de la Farmacia (Madrid, 1986)
- Europa, una Idea en marcha (Parlamento Europeo,1994)
- Estudios de Ética Farmacéutica (Madrid,1999)
- El Estatuto jurídico del Medicamento en la UE Madrid, 2002.